# Luoxia Hong
Luoxia Hong (chiń. 落下闳; ur. 156 p.n.e.,  zm. 87 p.n.e.) – chiński matematyk i astronom, jeden z głównych twórców reformy kalendarza z 104 p.n.e.

## Życiorys
Luoxia Hong, pochodzący z południowych Chin, był jednym z 20 astronomów, których cesarz Han Wudi wezwał do stolicy, Chang’anu by opracowali nowy kalendarz. Tak cesarscy, jak i prowincjonalni uczeni (wśród nich Luoxia) przedłożyli swoje projekty (łącznie 18). Po porównaniu propozycji, cesarz zadecydował, że należy wdrożyć system zaproponowany przez Luoxia Honga i Deng Pinga.
System ten, zwany kalendarzem „Wielkiego Początku” (chiń. upr. 太初历; chiń. trad. 太初曆; pinyin Tàichūlì) był typu lunisolarnego, uwzględniał też ruchy planet i zaćmienia, i stał się podstawą chińskiego kalendarza na następne 2000 lat, aczkolwiek był wielokrotnie poprawiany. Jeszcze za czasów dynastii Han nad kalendarzem pracowali Liu Xin, a następnie Li Fan i Bian Xinowi. 
Luoxia Hong nie przyjął proponowanego mu w nagrodę stanowiska urzędniczego, gdyż wolał żyć w samotności. Jest uważany za jednego z możliwych wynalazców sfery armilarnej w Chinach; miał jej używać do obserwacji podczas prac nad kalendarzem.